# Molly Culver
Molly Culver (Santa Clara, 18 luglio 1967) è un'attrice statunitense.
È conosciuta soprattutto per aver interpretato il ruolo dell'ex-agente del KGB Tasha Dexter nel telefilm V.I.P.. Possiede un quarto di sangue nativo americano (Chickasaw/Chocta).

## Filmografia

### Cinema
- Warriors angels - Lame scintillanti, regia di Byron W. Thompson (2002)
- È complicato, regia di Nancy Meyers (2009) - non accreditata
- The Pack, regia di Alyssa Rallo Bennett (2011)

### Televisione
- Pacific Blue - serie TV, 1 episodio (1998)
- V.I.P. - serie TV, 88 episodi (1998-2002)
- Heist - serie TV, 3 episodi (2006)
- Moonlight - serie TV, 1 episodio (2007)
- 3 Minute Legs, regia di Molly Culver - film TV (2009)
- Pushed - serie TV, 1 episodio (2009)
- Ride to Adventure: Extreme - serie TV, 10 episodi (2010)
- Criminal Minds - serie TV, 2 episodi  (2014-2015).